# Selgersdorf
Selgersdorf is een plaats in de Duitse gemeente Jülich, deelstaat Noordrijn-Westfalen, en telt 831 inwoners (2007).